# Winters (Kalifornia)
Winters – miasto w Stanach Zjednoczonych, w stanie Kalifornia, w hrabstwie Yolo. Według spisu ludności przeprowadzonego przez United States Census Bureau w roku 2010, w Winters mieszka 6624 mieszkańców.